# Olga Aleksandrovna Girya
Olga Aleksandrovna Girya (tiếng Nga: Ольга Александровна Гиря; sinh 4 tháng 6 năm 1991 tại Langepas, Nga) là một đại kiện tướng nữ cờ vua người Nga.
Chị vô địch trẻ châu Âu và trẻ thế giới năm 2009.
Chị tham dự Giải vô địch cờ vua nữ thế giới 2012 nhưng bị loại ở vòng hai.
Vào tháng 1 năm 2014, tại Grand Prix ở Khanty-Mansiysk, Girya đã đạt được chuẩn đại kiện tướng cuối cùng. Tuy nhiên do Elo của Girya chưa vượt được 2500 nên chưa được công nhận danh hiệu đại kiện tướng.
Về thành tích đồng đội, Girya tham dự Olympiad 2014 cùng đội tuyển Nga, ngồi bàn 4 và giành huy chương vàng đồng đội.

## Chuyện bên lề
Tại Grand Prix Geneva năm 2013, Girya đã phòng thủ thành công thế cờ tàn Vua chống Mã Tượng trước đương kim vô địch thế giới lúc đó là Anna Ushenina.